# Vlag van Clavier
De vlag van Clavier is op 21 maart 1994 bij raadsbesluit vastgesteld als de vlag van de Luikse gemeente Clavier. De vlag kan als volgt worden beschreven:
Rood met een witte golvende baan en drie witte torens geplaatst 2 en 1 in de rechterbovenhoek.
De vlag werd pas op 28 maart 1997 bevestigd door de Franse Gemeenschapsregering. De vlag is volledig gebaseerd op het gemeentewapen en ziet er dus helemaal hetzelfde uit.